# Acció de Maials
L'acció de Maials fou una sagnant batalla de la Primera Guerra Carlina que tingué lloc el dia 10 d'abril de 1834 als voltants de la població de Maials, al Segrià, i en la qual les forces carlines de Manuel Carnicer foren derrotades per les columnes dels generals Josep Carratalà i Manuel Bretón, comandants generals de Tarragona i de Tortosa, respectivament.

## Antecedents
La rebel·lió carlina va esclatar després de la convocatòria de les Corts el 20 de juny de 1833, quan el pretendent Carles, refugiat a Portugal, es va negar a jurar lleialtat a Maria Cristina de Borbó-Dues Sicílies i l'1 d'octubre, recolzat per Miquel I de Portugal, va reclamar el seu dret al tron.
A nivell popular, la insurrecció va començar el dia 2 d'octubre a Talavera de la Reina, quan els voluntaris reialistes locals van proclamar Carles rei d'Espanya iniciant una sèrie d'alçaments guerrillers, integrats per antics militars i voluntaris, assumint en molts casos el control del govern municipal.
A Catalunya, la rebel·lió de Josep Galceran i Escrigàs a Prats de Lluçanès el 5 d'octubre va ser sufocada pel capità general Llauder.
A Morella, Rafael Ram de Viu Pueyo va proclamar rei Carles V el 13 de novembre, tot i que la plaça va ser ocupada per forces liberals el 10 de desembre. Tot i ser derrotat en la batalla de Calanda, quan va ser afusellat Ram de Viu, Manuel Carnicer va assumir la prefectura militar de l'exèrcit carlí al Baix Aragó i el Maestrat i intentà unir les forces del Maestrat amb les que operaven al Principat i estendre la revolta a la vall del Segre i l'Urgell.
Carnicer, cap dels carlins, va anar passant pels pobles reclutant voluntaris per la causa carlina, passant per Batea, Gandesa, Móra d'Ebre, on s'hi afegiren els mossos d'Esquadra i Falset, on va sorprendre les dues companyies que defensaven la vila, que van prendre, i van afusellar als oficials, per després passar a Maials.

## Batalla
Els liberals van bloquejar els passos de l'Ebre a Faió, Mequinensa, Riba-roja d'Ebre i Flix, i van disposar les tropes entre Maials i Riba-Roja, encerclant als carlins, que no pogueren retirar-se ni travessar el riu, i foren derrotats, amb mil cent baixes entre morts, ferits i presoners. Manuel Carnicer pogué escapar i Ramon Cabrera s'hi distingí, en intentar de reagrupar les forces desbandades després de la desfeta, que es reagruparen als Ports de Beseit.

## Conseqüències
La major part dels carlins van caure presoners i finalment van ser deportats a l'illa de Cuba, i en novembre, Josep Miralles Marín el Serrador, tampoc pogué prendre Llucena. Manuel Carnicer va rebre instruccions d'anar a la Caserna Reial del Pretendent Carles Maria Isidre de Borbó per a rebre grau i ordres, havent deixat el coronel Cabrera el comandament interí de les seves tropes però va ser detingut per les forces cristines a Miranda de Ebro i va ser afusellat allí mateix el 6 d'abril del 1835, i Ramon Cabrera prengué el comandament dels carlins al Maestrat mentre el 24 de juny de 1835 Juan Antonio Guergué sortia de Navarra al capdavant d'una expedició a Catalunya amb intenció d'unificar les forces catalanes.